# 达雷泽
达雷泽（法語：Dareizé，法語發音：[daʁɛze]）是法国罗讷省的一个旧市镇，属于索恩河畔自由城区。2019年，达雷泽与临近的3个市镇合并为新市镇蒂尔迪讷河畔万德里。

## 地理
达雷泽（45°54'10"N, 4°29'28"E）面积6.71 平方千米，位于法国奥弗涅-罗讷-阿尔卑斯大区罗讷省，该省份为法国中东部省份，北起顺时针与索恩-卢瓦尔省、安省、里昂大都会、伊泽尔省和卢瓦尔省接壤。
与达雷泽接壤的市镇（或旧市镇、城区）包括：圣克莱芒-叙瓦尔索讷、圣卢、圣韦朗。

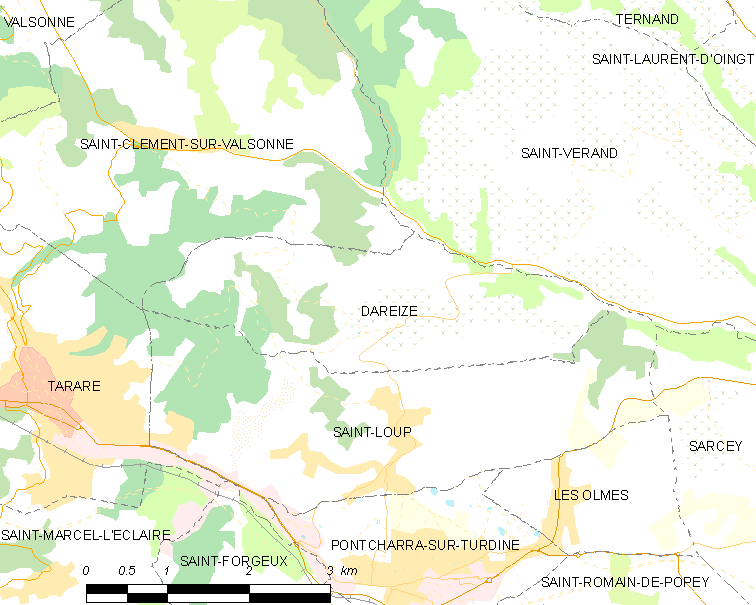
达雷泽的OSM定位图

达雷泽的时区为UTC+01:00、UTC+02:00（夏令时）。

## 行政
达雷泽的邮政编码为69490，INSEE市镇编码为69073。

## 政治
达雷泽所属的省级选区为塔拉尔县。

## 人口

1962-2008年间达雷泽人口变化图示

达雷泽于2018年1月1日时的人口数量为550人。